# Medgyesbodzás
Medgyesbodzás (în română Boziaș) este un sat în districtul Mezőkovácsháza, județul Békés, Ungaria, având o populație de 1.184 de locuitori (2011). 

## Demografie
Componența etnică a satului Medgyesbodzás
     Maghiari (96,9%)
     Români (1,75%)
     Alții (1,34%)
Componența confesională a satului Medgyesbodzás
     Romano-catolici (52,03%)
     Fără religie (13,01%)
     Luterani (4,22%)
     Reformați (2,96%)
     Necunoscută (25,68%)
     Alte religii (2,11%)
Conform recensământului din 2011, satul Medgyesbodzás avea 1.184 de locuitori. Din punct de vedere etnic, majoritatea locuitorilor (96,9%) erau maghiari, cu o minoritate de români (1,75%).  Din punct de vedere confesional, majoritatea locuitorilor (52,03%) erau romano-catolici, existând și minorități de persoane fără religie (13,01%), luterani (4,22%) și reformați (2,96%). Pentru 25,68% din locuitori nu este cunoscută apartenența confesională.